# Смит, Фред
Фредерик Дьюи Смит (англ. Frederick Dewey Smith), более известен как Фред «Соник» Смит (англ. Fred «Sonic» Smith; 14 сентября 1948 — 4 ноября 1994) — американский гитарист, наиболее популярен как член группы MC5, а позднее своей собственной группы Sonic's Rendezvous Band, которая выпустила сингл City Slang ещё при жизни Смита. В 2003 году журнал Rolling Stone поставил Фреда на 93 место в списке «100 лучших гитаристов всех времён», а группа Sonic Youth заимствовала своё название от прозвища Смита.

## Биография
Фред Смит родился в Западной Виргинии. На одном из концертов его группа играла вместе с певицей и поэтессой Патти Смит. Гитарист Ленни Кей познакомил Фреда и Патти, и в 1980 году они поженились. Они воспитывали двоих детей: сына Джексона (род. в 1982) и дочь Джесси (род. 1987). Фред служил вдохновителем творчества Патти, и она посвятила ему песню «Frederick», которая стала первым синглом с альбома Wave, а позже они сотрудничали в работе над альбомом 1988 года Dream of Life.
В 1994 году в возрасте 46 лет Смит скончался от сердечной недостаточности, а Патти в 1996 году посвятила ему и всем близким, недавно умершим, альбом Gone Again.